# Kovalevskiella aitchisoniana
Kovalevskiella aitchisoniana là một loài thực vật có hoa trong họ Cúc. Loài này được (Beauverd) Kamelin mô tả khoa học đầu tiên năm 1993.